# Johann Friedrich Mack

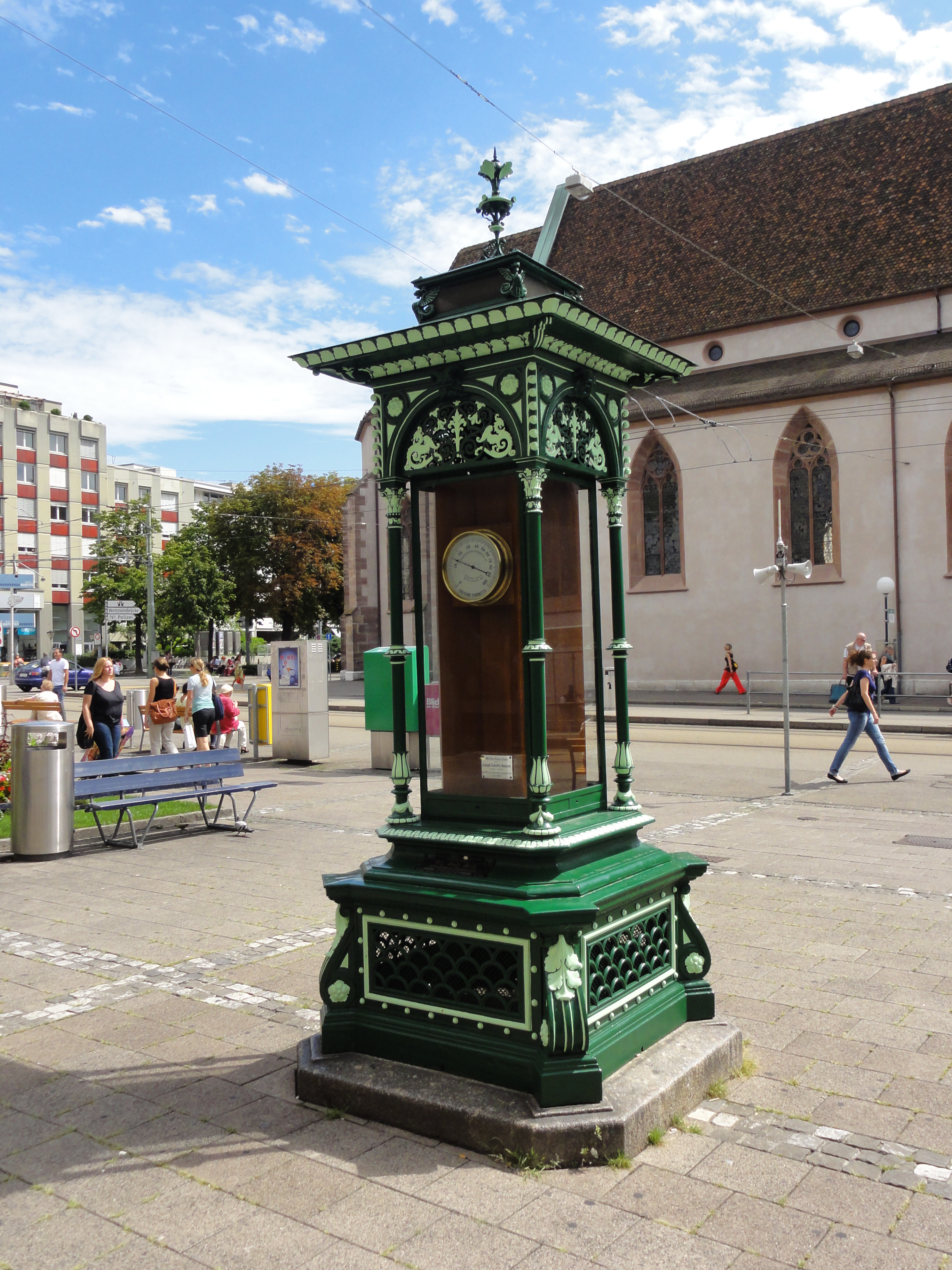
Wetterhäuschen in Basel-Clara aus der Eisengießerei Johann Friedrich Mack

Johann Friedrich Mack (* 6. April 1819 in Frankfurt am Main; † 17. März 1887 ebenda) war ein deutscher Schlossermeister, Unternehmer und Politiker der Freien Stadt Frankfurt.
Johann Friedrich Mack war seit 1843 als Schlossermeister in Frankfurt zugelassen. Er war der Bruder des Gießereibesitzers Georg Sigismund Mack. Dieser hatte am 28. Mai 1857 vom Senat der Freien Stadt Frankfurt die Konzession zum Betrieb einer Eisengießerei im Frankfurter Nordend beantragt. Dieses Unternehmen mit Sitz auf dem Grundstück Eckenheimer Landstraße 16 übernahm Johann Friedrich Mack am 20. Oktober 1865 und firmierte dann als Eisengießerei Johann Friedrich Mack. Die Eisengießerei war erfolgreich und beschäftigte im Jahr 1900 etwa 100 Mitarbeiter. Eine Spezialität des Unternehmens waren Wetterhäuschen.
Von 1854 bis 1862 war Mack als Ratsverwandter Mitglied im Senat der Freien Stadt Frankfurt. Er gehörte dem Gesetzgebenden Körper 1852 bis 1853 an. Er war Freimaurer.